# Leslie Nielsen
Leslie Nielsen (født 11. februar 1926 i Regina, Saskatchewan, død 28. november 2010 i Fort Lauderdale, Florida) var en canadisk-amerikansk skuespiller. Efternavnet stammer fra hans danske far. Siden sin debut i 1950 medvirkede han i over 100 film.
Tidligt i karrieren var han kaptajnen på rumskibet i den kultdyrkede science fiction-klassiker Kampen på dødskloden (1956). I mange år derefter spillede han primært biroller som læge, advokat eller politibetjent. Et vendepunkt kom i 1980, da han fik en betydelig rolle i Højt at flyve, den succesfulde parodi på Airport-katastrofefilmene fra 1970'erne. Her afslørede den høje mand med pokeransigtet flair for farcen. Det bragte ham videre til tilsvarende parodier i serien om den dels tossede, dels fremragende kommissær Frank Drebin, der begyndte med Høj pistolføring i 1988.

## Tidligt liv
Nielsen blev født den 11. februar 1926 i Regina i Canada. Hans mor, Mabel Elizabeth (født Davies), var en walisisk indvandrer, og hans far, Ingvard Eversen Nielsen, var en danskfødt konstabel i Royal Canadian Mounted Police.
Nielsen havde to brødre. Hans storebror, Erik Nielsen (1924–2008), var Canadas vicepremierminister fra 1984 til 1986. Ingvard slog sin kone og sine sønner, og Leslie længtes væk. Lige efter studentereksamen meldte han sig til Royal Canadian Air Force, selv om han havde nedsat hørelse (han bar høreapparat det meste af sit liv).
Hans onkel Jean Hersholt var skuespiller og kendt for sin rolle som Dr. Christian i radioserien af samme navn og i tv-serier og film. I en artikel i Boston Globe forklarede Nielsen i 1994: "Jeg lærte meget tidligt, at når jeg nævnte min onkel, så kikkede folk på mig som om jeg var den største løgner i verden. Så tog jeg dem med hjem og viste dem fotos, og tingene ændrede sig ret drastisk. Så jeg begyndte at tro, at måske var denne skuespillerbranche ikke så dårlig en idé, selv om jeg var meget genert omkring det og manglede mod til det. Min onkel døde ikke længe efter, at jeg kunne begynde at lære ham at kende. Jeg er ked af, at jeg ikke havde mulighed for at lære ham bedre at kende."
Nielsen boede flere år i Fort Norman (nu Tulita) i Northwest Territories, hvor hans far var udstationeret for Royal Canadian Mounted Police. Som 17-årig kom Nielsen efter at have fået studentereksamen fra Victoria Composite High School i Edmonton ind i Royal Canadian Air Force og blev oplært som luftskytte under sidste del af 2. verdenskrig (han var for ung til at blive fuldt udlært eller til at blive sendt udenlands). Han arbejdede en kort tid som discjockey på en radiostation i Calgary i Alberta, før han blev optaget på Lorne Greene Academy of Radio Arts i Toronto. Mens han læste i Toronto, modtog Nielsen et stipendium til at læse på teaterskolen Neighborhood Playhouse i New York. Derefter fulgte han Actors Studio, indtil han fik tv-debut i 1948 i et afsnit af Westinghouse Studio One sammen med Charlton Heston, en rolle han fik 75 USD for.

## Karriere

### Tidlig karriere
Nielsens karriere begyndte med dramatiske roller på tv i fjernsynets guldalder, og han optrådte i 50 liveprogrammer på tv alene i 1950'erne. Nielsen har udtalt, at der "... ikke var mange penge i det, vi fik kun 75 eller 100 dollar per afsnit." Hans distinkte stemme blev benyttet som fortællerstemme i en række dokumentarer og reklamer, men med få undtagelser var hans tidlige arbejde som skuespiller ikke særlig bemærkelsesværdig. Hal Erickson fra Allmovie har beskrevet det således: "...meget af Nielsens tidlige arbejde skilte sig ikke ud, han var bare en pæn mand i en branche, hvor det vrimlede med pæne mænd." I 1956 fik han sin filmdebut i musicalfilmen Vagabondernes konge, instrueret af Michael Curtiz. I Seattle Post-Intelligencer fortalte Nielsen, at han husker Curtiz som "en sadist, en charmerende sadist, men en sadist". Selv om filmen ikke var nogen publikumssucces, havde Nielsen tiltrukket sig produceren Nicholas Nayfacks opmærksomhed, og han blev tilbudt en audition til en rolle i science fiction-filmen Kampen på dødskloden, hvilket førte til, at Nielsen fik en langtidskontrakt med Metro-Goldwyn-Mayer (MGM).
Kampen på dødskloden blev en øjeblikkelig succes, og roller i andre MGM-film som Ransom! (1956), Er kvinder sådan? (1956) og Hot Summer Night (1957) fulgte. I 1957 fik han hovedrollen overfor Debbie Reynolds i den romantiske komedie Tammy - bare 18 år, der ifølge en kritiker på Chicago Tribune fik folk til at anse Nielsen som både en drama-skuespiller og som en flot romantisk hovedrolleindehaver. Da han var utilfreds med kvaliteten af de film, han fik tilbudt, forlod han MGM, men ikke før han gik til audition på rollen som Messala i den historiske film Ben-Hur, en rolle der dog endte med at gå til Stephen Boyd. Efter at have forladt MGM spillede Nielsen hovedrollen i Disney-miniserien The Swamp Fox som helten Francis Marion fra den amerikanske uafhængighedskrig. Han reflekterede over serien i et interview i 1988, hvor han sagde: "Det var en stor oplevelse, for Disney-folkene lavede ikke deres serier som alle andre, som sprøjter et afsnit ud om ugen... vi skulle kun lave et afsnit om måneden, og budgetterne var ekstremt høje for tv på den tid. Vi optog på udendørsscener frem for i billige studiekulisser og i rigtigt autentiske kostumer." Otte afsnit blev optaget og sendt mellem 1959 og 1961.
Hans optræden på fjernsyn omfatter også dele af Justice, Alfred Hitchcock Presents, The Virginian og The Wild Wild West. I 1961 spillede han hovedrollen i en politiserie, som foregik i Los Angeles, The New Breed. I 1964 havde han gæsteoptræden i et afsnit af Daniel Boone sammen med Fess Parker og i mindre rolle Jay Silverheels. I 1968 havde han en stor rolle i pilotafsnittet for den populære politiserie Hawaii Five-O og dukkede senere op i et afsnit i 7. sæson. I 1969 havde han hovedrollen som politibetjent i The Bold Ones: The Protectors.
I 1972 optrådte Nielsen som skibets kaptajn i den stjernespækkede katastrofefilm, SOS Poseidon kalder. Han spillede også med i actionfilmen Project: Kill fra 1977, instrueret af William Girdler. Hans sidste dramarolle, før han primært fik roller i komedier, var den canadiske katastrofefilm fra 1979, Byen brænder, i hvilken han spillede en korrupt borgmester. I 1980 havde han en mindre rolle i CBS-miniserien The Chisholms.

### Højt at flyveogHøj pistolføring
Nielsens birolle i Højt at flyve fra 1980 var et vendepunkt i hans karriere. Filmen, der er en parodi på katastrofefilm som Zero Hour! og Airport, skabte en komedie på et grundlag af skuespillere, som på daværende tidspunkt ellers udelukkende var kendt for dramaroller (andre medvirkende var Robert Stack, Peter Graves og Lloyd Bridges).
Kritikere roste filmen, som også var populær blandt publikum. Filmens instruktører, Jim Abrahams, David Zucker og Jerry Zucker, valgte Nielsen til hans rolle på grund af hans evne til at spille "en fisk i vandet"." For Nielsen betød Højt at flyve et skift fra dramaroller til et nyt fokus på komedier med tør humor. Da det blev sagt, at hans rolle i Højt at flyve var i modstrid med hans type, protesterede Nielsen og udtrykte, at han "altid var blevet castet i modstrid med sin type tidligere" og at komedie var, hvad han virkelig ønskede at lave.
Instruktørerne, som var interesseret i den nye komedies succes, besluttede at overføre en lignende type komedie til tv, og de gav Nielsen hovedrollen i deres nye serie, Police Squad!. Serien introducerede Nielsen som Frank Drebin, den stereotypiske politibetjent, formet efter seriøse karakterer i tidligere politiserier på tv. Police Squad's åbningssekvens var baseret på politiserien M Squad fra 1950'erne, (der havde Lee Marvin på rollelisten), som startede med at en politibil kørte rundt i en mørk by, mens et bigband spillede en jazzet temasang i baggrunden. Speaket og seriens opbygning i mindre historier med epiloger var en henvisning til Quinn Martins politiserier som Flygtningen, The Streets of San Francisco, Barnaby Jones, The F.B.I. og Cannon. Ligesom i Højt af flyve spillede Nielsen en alvorlig rolle, hvis one-linere virkede uheldige ved siden af komedien, der fandt sted omkring ham. Selv om serien blev indstillet efter blot seks afsnit, så modtog Nielsen en nominering til en Emmy Award for Outstanding Lead Actor in a Comedy Series.
Han havde roller i seriøse film som Prom Night (1980) og Creepshow (1982), begge gyserfilm. Hans sidste dramarolle var som Allen Green, en voldelig alfons, som bliver dræbt i selvforsvar af Barbra Streisands rolle som luderen Claudia Draper i Martin Ritts retssalsdrama Nuts (1987).
Seks år efter Police Squad! blev indstillet besluttede seriens instruktører at lave en filmversion, som fik titlen Høj pistolføring. Nielsen vendte dermed tilbage til rollen som Frank Drebin. Filmen omhandlede en narkokriminel, der forsøger at dræbe dronning Elizabeth II ved brug af hypnose. Drebin virkede ligesom lægen i Højt af flyve ikke bevidst om de absurditeter, der foregik omkring ham, også når han bidrog til dem. Nielsen sagde senere i et interview, at han havde udført mange af stuntene selv. Denne film indtjente over 78 mio. USD, og blev godt modtaget af kritikerne. 
Høj pistolføring blev fulgt af to efterfølgere: Høj pistolføring 2 1/2 (1991) og Høj pistolføring 33 1/3: Den ultimative fornærmelse (1994). Høj pistolføring 2 1/2 solgte for 86,9 mio. USD mere end den oprindelige film, og Høj pistolføring 33 1/3: Den ultimative fornærmelse indtjente 51,1 mio. USD. Nielsen var åben overfor at spille med i en fjerde Høj pistolføring-film, selv om han tvivlede på, om den nogensinde ville blive indspillet.
Nielsen medvirkede kortvarigt i World Wrestling Federation-programmet i sommeren 1994 på programmet WWF Monday Night Raw, hvor man profiterede på rollen son Frank Drebin ved at ansætte Nielsen (og George Kennedy) som superdetektiver, der skulle opklare mysteriet vedrørende The Undertaker, som var forsvundet ved Royal Rumble i januar samme år.

### Senere komedier
Nielsen prøvede kræfter med en række lignende roller, men ingen af dem opnåede samme succes som rollen som Frank Drebin. Filmene efterlignede for det meste stilen i Høj pistolføring-serien med varierende succes blandt publikum og kritikere: mange fik dårlig kritik og solgte dårligt. I 1986 spillede Nielsen en dramatisk og usympatisk rolle i komedien Skolens 'sorte' får. I 1990 optrådte Nielsen som en Frank Drebin-agtig rolle i en række reklamer i Storbritannien.
Selv om serien Høj pistolføring generelt parodierede politiserier, så fokuserede Nielsens senere komediefilm på at være parodier på bestemte seriøse film. Kritikere sablede Repossessed (1990) og 2001: A Space Travesty (2001) ned, de var henholdsvis parodier på Eksorcisten og Rumrejsen år 2001. Begge film forsøgte at ramme den absurde komedieform, som Nielsen var kendt for, men de blev ikke godt modtaget. Selv en hovedrolle i Mel Brooks' komiske gyserparodi, Dracula - En levende dødbider, opnåede ikke særlig høje antal solgte billetter, selv om filmen tjente bedre ind, da den blev udsendt på video. Både Spy Hard fra 1996 og Dødelig dødsensfarlig død fra 1998, henholdsvis parodier på James Bond-film og Flygtningen, blev mere populære på video, men blev ikke modtaget godt af kritikerne.

### Sidste år
Selv efter at have rundet de 80 år fortsatte Nielsen sin aktive karriere. Han spillede en række seriøse roller på film og teater (som sit enmands-teatershow, hvor han spillede Clarence Darrow), og han medvirkede i eller lagde stemme til reklamer og tegneserien Zeroman, hvor han var stemme for hovedrollen, og han medvirkede i børneprogrammer og komediefilm. Hans forhold til sin ældre bror Erik Nielsen, en tidligere vicepremierminister i Canada, var emnet for en HBO-mockumentary kaldet The Canadian Conspiracy, i hvilken Nielsen optrådte sammen med andre prominente canadisk-fødte mediepersonligheder. Han var en kendisdeltager i CBS's Gameshow Marathon, hvor han spillede The Price Is Right, Let's Make a Deal, Beat the Clock og Press Your Luck til godgørende formål.
Nielsen var med i over 100 film og 1.500 tv-programmer i sin karriere og spillede over 220 forskellige roller.

## Privatliv
Nielsen var gift fire gange:
- Monica Boyar (1950–1956),
- Alisande Ullman (1958–1973),
- Brooks Oliver (1981–1983) og
- Barbaree Earl (2001–2010).[47][48]

Nielsen havde to døtre fra sit første ægteskab, Maura og Thea Nielsen.
Nielsen var fan af golf, og han dyrkede ofte golf i sin fritid. Nielsen jokede med sit syn på golf: "Jeg har ingen målsætninger eller ambitioner. Jeg ønsker dog at opretholde min status som kendt, så de bliver ved med at invitere mig med til golfturneringer." Nielsens interesse for sporten førte til, at han medvirkede i flere instruktionsfilm af komisk tilsnit.
Nielsen fortalte i flere interview, at han havde problemer med hørelsen.

## Død
I november 2010 blev Nielsen indlagt på et hospital i Fort Lauderdale i Florida for at blive behandlet for lungebetændelse. Den 28. november meddelte Nielsens nevø, Doug Nielsen, til en radiostation, at Nielsen var sovet ind kl. 17.30 grundet komplikationer opstået af lungebetændelsen. Nielsen havde været omgivet af familie og venner. Han blev begravet på kirkegården Fort Lauderdale Evergreen Cemetery.

## Anerkendelser
Blandt mange hædersbevisninger modtog Leslie Nielsen i 1995 UCLA's Jack Benny Award for sine roller i komedier. I 1988 blev han person nummer 1.884, som fik en stjerne på Hollywood Walk of Fame på Hollywood Boulevard. I 2001 blev han indskrevet i Canada's Walk of Fame. Det følgende år modtog han Order of Canada, selv om han på dette tidspunkt også var statsborger i USA. Den 19. maj 2005 mødte han dronning Elizabeth II under festligholdelsen af hans provins Saskatchewans 100-års fødselsdag. I 1997 fik han en Golden Palm Star på Walk of Stars i Palm Springs, Californien.

## Filmografi

### Film
| År     | Film                                                | Rolle                                   | Andre noter                     |
| ------ | --------------------------------------------------- | --------------------------------------- | ------------------------------- |
| 1955   | The Battle of Gettysburg                            | Fortæller                               |                                 |
| 1956   | Ransom!                                             | Charlie Telfer                          | Filmdebut som skuespiller       |
| 1956   | Kampen på dødskloden                                | Kommandør John J. Adams                 |                                 |
| 1956   | Vagabondernes konge                                 | Thibault                                |                                 |
| 1956   | Er kvinder sådan?                                   | Steve Hilliard                          |                                 |
| 1957   | Hot Summer Night                                    | William Joel Partain                    |                                 |
| 1957   | Tammy - bare 18 år                                  | Peter Brent                             |                                 |
| 1958   | Stædige Jason                                       | Oberst Stephen Bedford / Johnny Bledsoe |                                 |
| 1960   | Route 66 (TV-serie)                                 |                                         |                                 |
| 1964   | See How They Run                                    | Elliot Green                            | Første TV-film                  |
| 1964   | Night Train to Paris                                | Alan Holiday                            |                                 |
| 1965   | Dark Intruder                                       | Brett Kingsford                         |                                 |
| 1965   | Harlow, Hollywoods dronning                         | Richard Manley                          |                                 |
| 1966   | En nations helte                                    | Oberst George Armstrong Custer          |                                 |
| 1966   | Beau Geste                                          | Løjtnant De Ruse                        |                                 |
| 1967   | Code Name: Heraclitus                               | Fryer                                   |                                 |
| 1967   | The Reluctant Astronaut                             | Major Fred Gifford                      |                                 |
| 1967   | Gunfight i Abilene                                  | Grant Evers                             |                                 |
| 1967   | Rosie - alle tiders bedste                          | Cabot Shaw                              |                                 |
| 1968   | Med U.N.C.L.E. i hælene                             | General Maximilian Harmon               | En The Man From U.N.C.L.E.-film |
| 1968   | Krigens symfoni                                     | Victor Rice                             |                                 |
| 1968   | Dayton's Devils                                     | Frank Dayton                            |                                 |
| 1968   | Companions in Nightmare                             | Dr. Neesden                             |                                 |
| 1969   | Trial Run                                           | Jason Harkness                          |                                 |
| 1969   | Deadlock                                            | Løjtnant Sam Danforth                   |                                 |
| 1969   | How to Commit Marriage                              | Phil Fletcher                           |                                 |
| 1969   | Change of Mind                                      | Sheriff Webb                            |                                 |
| 1970   | Night Slaves                                        | Sheriff Henshaw                         |                                 |
| 1970   | The Aquarians                                       | Official                                |                                 |
| 1970   | Hauser's Memory                                     | Joseph Slaughter                        |                                 |
| 1971   | Incident In San Francisco                           | Løjtnant Brubaker                       |                                 |
| 1971   | Four Rode Out                                       | Mr. Brown                               |                                 |
| 1971   | They Call It Murder                                 | Frank Antrim                            |                                 |
| 1972   | SOS Poseidon kalder                                 | Kaptajn Harrison                        |                                 |
| 1973   | ...And Millions Die!                                | Jack Gallagher                          |                                 |
| 1973   | Snatched                                            | Bill Sutting                            |                                 |
| 1973   | Amanda Fallon                                       | Mr. Cummings                            |                                 |
| 1973   | The Return of Charlie Chan                          | Alexander Hadrachi                      |                                 |
| 1975   | Can Ellen Be Saved                                  | Arnold Lindsey                          |                                 |
| 1975   | Threshold: The Blue Angels Experience               | Fortæller                               |                                 |
| 1976   | Grand Jury                                          | John Williams                           |                                 |
| 1976   | Project Kill                                        | Jonathan Trevor                         |                                 |
| 1976   | Brinks: The Great Robbery                           | Agent Norman Houston                    |                                 |
| 1977   | Sixth and Main                                      | John Doe                                |                                 |
| 1977   | Day of the Animals                                  | Paul Jenson                             |                                 |
| 1977   | Døden på hjul                                       | Stanley Millard                         |                                 |
| 1977   | Kentucky-kliken                                     | Mand i Feel-O-Rama-film                 | Cameo-rolle                     |
| 1977   | The Amsterdam Kill                                  | Riley Knight                            |                                 |
| 1978   | Little Mo                                           | Nelson Fisher                           |                                 |
| 1979   | Institute for Revenge                               | Hollis Barnes                           |                                 |
| 1979   | The Albertans                                       | Don MacIntosh                           |                                 |
| 1979   | Riel                                                | Major Crozier                           |                                 |
| 1979   | Byen brænder                                        | Borgmester William Dudley               |                                 |
| 1980   | OHMS                                                | Guvernør                                |                                 |
| 1980   | Højt at flyve                                       | Dr. Rumack                              |                                 |
| 1980   | Prom Night                                          | Mr. Raymond Hammond                     |                                 |
| 1981   | A Choice of Two                                     | Ukendt                                  |                                 |
| 1982   | Twilight Theater                                    | Flere roller                            |                                 |
| 1982   | Foxfire Light                                       | Reece Morgan                            |                                 |
| 1982   | Manden med det livsfarlige kamera                   | Mallory                                 |                                 |
| 1982   | Creepshow                                           | Richard Vickers                         |                                 |
| 1983   | Prime Time                                          | Ukendt                                  |                                 |
| 1983   | The Night the Bridge Fell Down                      | Paul Warren                             |                                 |
| 1983   | Cave-In!                                            | Joseph 'Joe' Johnson                    |                                 |
| 1983   | The Creature Wasn't Nice                            | Kaptajn Jamieson                        |                                 |
| 1985   | Murder Among Friends                                | Unknown                                 |                                 |
| 1985   | Reckless Disregard                                  | Bob Franklin                            |                                 |
| 1985   | Blade in Hong Kong                                  | Harry Ingersoll                         |                                 |
| 1985   | Striker's Mountain                                  | Jim McKay                               |                                 |
| 1986   | The Patriot                                         | Admiral Frazer                          |                                 |
| 1986   | Skolens 'sorte' får                                 | Mr. Dunbar                              |                                 |
| 1987   | Nightstick                                          | Thad Evans                              |                                 |
| 1987   | Nuts                                                | Allen Green                             | Sidste ikke-komedierolle        |
| 1987   | Home Is Where the Hart Is                           | Sheriff Nashville Schwartz              |                                 |
| 1988   | Dangerous Curves                                    | Greg Krevske                            |                                 |
| 1988   | The Railway Dragon                                  | Fortæller                               | Første animationsfilm           |
| 1988   | Høj pistolføring                                    | Frank Drebin                            |                                 |
| 1990   | Repossessed                                         | Jebedaiah Mayii                         |                                 |
| 1991   | All I Want for Christmas                            | Julemanden                              | Familieferiefilm                |
| 1991   | Høj pistolføring 2 1/2                              | Frank Drebin                            |                                 |
| 1991   | Chance of a Lifetime                                | Lloyd Dixon                             |                                 |
| 1993   | Digger                                              | Arthur Evrensel                         |                                 |
| 1993   | Surf Ninjas                                         | Colonel Chi                             |                                 |
| 1994   | S.P.Q.R.: 2,000 and a Half Years Ago                | Lucio Cinico                            |                                 |
| 1994   | Høj pistolføring 33 1/3: Den ultimative fornærmelse | Frank Drebin                            |                                 |
| 1995   | Mr. Willowby's Christmas Tree                       | Willowbys butler                        |                                 |
| 1995   | Rent-a-Kid                                          | Harry Haber                             |                                 |
| 1995   | Dracula - En levende dødbider                       | Grev Dracula                            |                                 |
| 1996   | Spy Hard                                            | Dick Steele, Agent WD-40                |                                 |
| 1997   | Mr. Magoo                                           | Mr. Magoo                               |                                 |
| 1998   | Safety Patrol                                       | Mr. Penn                                |                                 |
| 1998   | Family Plan                                         | Harry Haber                             |                                 |
| 1998   | Dødelig dødsensfarlig død                           | Ryan Harrison                           |                                 |
| 1999   | Pirates 4-D                                         | Captain Lucky                           |                                 |
| 2000   | Santa Who?                                          | Julemanden                              |                                 |
| 2000   | 2001: A Space Travesty                              | Marskal Richard 'Dick' Dix              |                                 |
| 2001   | Camouflage                                          | Jack Potter                             |                                 |
| 2001   | Kevin of the North                                  | Clive Thornton                          |                                 |
| 2002   | Men with Brooms                                     | Gordon Cutter                           |                                 |
| 2003   | Scary Movie 3                                       | Præsident Harris                        |                                 |
| 2003   | Noël Noël                                           | Fortæller                               |                                 |
| 2006   | Scary Movie 4                                       | Præsident Harris                        |                                 |
| 2007   | Music Within                                        | Bill Austin                             |                                 |
| 2008   | Superhero Movie                                     | Uncle Albert                            |                                 |
| 2008   | An American Carol                                   | Grampa / Osama Bin Laden                |                                 |
| 2008   | Slap Shot 3: The Junior League                      | Borgmester i Charlestown                |                                 |
| 2009   | Spanish Movie                                       | Læge                                    |                                 |
| 2009   | Stan Helsing                                        | Kay                                     |                                 |
| 2011   | Stonerville                                         | Producer                                |                                 |
| Ukendt | The Waterman Movie                                  | Ready Espanosa                          | Stemme                          |

### Fjernsyn
| År                   | Titel                           | Rolle                                                                    | Andre norer                                                     |
| -------------------- | ------------------------------- | ------------------------------------------------------------------------ | --------------------------------------------------------------- |
| 1953                 | Jukebox Jury                    | Sig selv                                                                 |                                                                 |
| 1958–1961            | Alfred Hitchcock Presents       | Lloyd Ashley & DA Rudolph Cox                                            | To afsnit                                                       |
| 1959                 | The Swamp Fox                   | Oberst Francis Marion                                                    |                                                                 |
| 1960                 | Thriller                        | Alan Patterson (hovedrolle)                                              | Afsnit: "The Twisted Image"                                     |
| 1960, 1964           | Wagon Train                     | Jeremy Dow, Brian Conlin                                                 | To afsnit                                                       |
| 1960                 | The Untouchables                | Tom Sebring                                                              | Afsnit: "Three Thousand Suspects"                               |
| 1961                 | The New Breed                   | Price Adams                                                              |                                                                 |
| 1963                 | Channing                        | Professor Paul Stafford                                                  | Enkelt afsnit                                                   |
| 1963–1964            | Flygtningen (TV-serie)          | Martin C. Rowland & Harold Cheyney                                       | To afsnit                                                       |
| 1964                 | Your First Impression           | Sig selv                                                                 | Enkelt afsnit                                                   |
| 1964                 | The Alfred Hitchcock Hour       | Steven Grainger                                                          | Enkelt afsnit                                                   |
| 1964–1969            | The Virginian                   | Ben Stratton                                                             | Fem afsnit                                                      |
| 1965                 | Voyage to the Bottom of the Sea | Kaptajn Wayne Adams                                                      | Ét afsnit: "The Creature"                                       |
| 1965                 | Peyton Place                    | Vincent og Kenneth Marham (tvillinger)                                   | 19 afsnit                                                       |
| 1967                 | Brødrene Cartwright             | Sheriff Paul Rowan                                                       | Ét afsnit                                                       |
| 1968                 | The Man From U.N.C.L.E.         | General Maximillian Harmon                                               | Enkelt afsnit: "The Seven Wonders of the World Affair Pt 1 & 2" |
| 1969                 | The Bold Ones: The Protectors   | Vicepolitichef Sam Danforth                                              | Syv afsnit                                                      |
| 1969–1974            | Hawaii Five-O                   | Brent & Oberst Faraday                                                   | To afsnit                                                       |
| 1971–1975            | Columbo                         | Peter Hamilton og Geronimo                                               | To afsnit                                                       |
| 1971                 | Bearcats!                       | Oberst Ted Donovan                                                       | Enkelt afsnit                                                   |
| 1971                 | Night Gallery                   | The Phantom, Oberst Dennis Malloy                                        | To afsnit: "Phantom of What Opera?" og "A Question of Fear"     |
| 1973                 | M*A*S*H                         | Oberst Buzz Brighton                                                     | Afsnit: "The Ringbanger"                                        |
| 1973–1974            | The Streets of San Francisco    | Betjent Joe Landers, Kriminalinspektør John T. Connor, & Big Jake Wilson | Tre afsnit                                                      |
| 1974                 | Cannon                          | Eric Strauss                                                             | Enkelt afsnit                                                   |
| 1974                 | Kojak                           | Michael Hagar                                                            | Enkelt afsnit: "Loser Takes All"                                |
| 1975                 | Kung Fu                         | Vincent Corbino                                                          | Fire afsnit                                                     |
| 1975–1976            | S.W.A.T.                        | Larry Neal/Vince Richie                                                  | Tre afsnit                                                      |
| 1979                 | Backstairs at the White House   | Ike Hoover                                                               | Tre afsnit                                                      |
| 1980                 | The Littlest Hobo               | Borgmester Chester Montgomery                                            | Afsnittet "Romiet and Julio"                                    |
| 1982                 | Police Squad!                   | Frank Drebin                                                             | Nomineret til en Emmy Award                                     |
| 1984                 | Shaping Up                      | Buddy Fox                                                                |                                                                 |
| 1985–1986            | Hun så et mord                  | Kaptajn Daniels & David Everett                                          | To afsnit                                                       |
| 1987                 | Highway to Heaven               | Richard R. Benson                                                        |                                                                 |
| 1988                 | Who's the Boss?                 | Max                                                                      |                                                                 |
| 1988                 | Day By Day                      | Jack Harper                                                              | Ét afsnit, nomineret til en Emmy Award                          |
| 1989                 | Saturday Night Live             | Sig selv                                                                 | Enkelt afsnit                                                   |
| 1992                 | The Golden Girls                | Lucas Hollingsworth                                                      | Sidste afsnit                                                   |
| 1993                 | Herman's Head                   | Gud                                                                      | Enkelt afsnit                                                   |
| 1994–1999            | Due South                       | Buck Frobisher                                                           | Fire afsnit                                                     |
| 1994–1996, 2001–2002 | Katie and Orbie                 | Fortæller                                                                |                                                                 |
| 1995                 | Mr. Willowby's Christmas Tree   | Mr. Willowbys butler, Baxter                                             |                                                                 |
| 1996                 | Harvey                          | Dr. Chumley                                                              |                                                                 |
| 2000                 | Santa Who?                      | Julemanden                                                               | tv-film                                                         |
| 2001                 | Liocracy                        | Terrence Brynne McKennie                                                 |                                                                 |
| 2003                 | Chilly Beach                    | Julemanden                                                               | Enkelt afsnit                                                   |
| 2004                 | Zeroman                         | Les Mutton / Zeroman                                                     |                                                                 |
| 2007                 | Doctor*Ology                    | Sig selv, vært                                                           |                                                                 |
| 2007                 | Lipshitz Saves the World        | Lipshitz's mentor                                                        | Pilot                                                           |
| 2007                 | Robson Arms                     | Cado Vasco                                                               |                                                                 |